# Wisteriopsis
Wisteriopsis là một chi thực vật có hoa thuộc họ Fabaceae. Nó thuộc phân họ Faboideae.

## Từ nguyên
Tên chi là ghép của Wisteria và tiếng Hy Lạp -ὄψις (-ópsis = tương tự), để nói tới sự tương tự như chi Wisteria.

## Phân bố
Các loài trong chi này có tại Đài Loan, Hàn Quốc, Lào, Nhật Bản (gồm cả Lưu Cầu), Thái Lan, miền đông Trung Quốc, Việt Nam.

## Mô tả
Dây leo thân gỗ mọc quấn mập mạp, leo cao 4–18 m trên các cây bụi hoặc bò trườn trên đất đá. Thân màu nâu ánh xám hoặc nâu, thon búp măng, các cành non có lông măng mịn màu xám hay nâu, sau trở thành nhẵn nhụi (rậm lông măng màu gỉ sắt ở W. eurybotrya). Lá sớm rụng (ở W. japonica) hoặc thường xanh, dạng giấy hay da, lá kép lẻ, trục cuống lá 9–20 cm. Lá kèm 2–4 mm, bền hay sớm rụng, xuất hiện từ bướu hình dùi hoặc từ bướu gồ lên. Lá kèm con 1–5 mm, bền hay sớm rụng, cuống con 3–4 mm. Lá chét (5 –) 7–15, mọc thành các cặp đối, hình trứng-hình mác, elip, hình trứng hoặc hình trứng-thuôn dài (thẳng-hình mác ở W. reticulata var. stenophylla), 15–40 × 5–20 mm, mặt trên nhẵn nhụi với gân lá mắt lưới (nhẵn và bóng ở W. championii), mặt dưới nhạt màu hơn và nhẵn nhụi hoặc có lông dọc theo các gân, đỉnh tù, nhọn, nhọn thon hoặc có mấu nhọn, mép lá nguyên, đáy hình tim hoặc hình nêm. Cụm hoa dài 8–40 cm, dạng chùy hoa ở bên hoặc đôi khi là cành hoa ở nách lá, hướng ngọn, thẳng đứng hoặc rủ xuống, thưa lông hoặc nhẵn nhụi. Hoa dài 7–16 mm, xuất hiện tháng 4-8. Lá bắc hoa bền (sớm rụng ở W. eurybotrya), thẳng tới hình dùi, 1–6 mm, đỡ ở đáy cuống hoa. Lá bắc con đỡ và hợp sinh ở đáy với đài hoa, thẳng, nhọn thon, 1–2 mm, bền. Cuống hoa thuôn dài khi hoa thuần thục, 2–8 mm, nhẵn nhụi hoặc có lông tơ. Đài hoa hình ống, hình chén hoặc hình chuông, 1,5–4 × 2–6 mm, nhẵn nhụi hoặc có lông tơ ở mặt ngoài, với 1 vòng lông mịn ở miệng tạo thành mép có lông rung, 5 thùy, các thùy gần đều, các thùy trên tù hoặc hình tam giác, các thùy dưới nhọn tù. Cánh cờ 6–12 × 4–10 mm, màu trắng đôi khi ửng hồng nhạt, màu trắng ánh lục, hồng hay tía, hình trứng tới gần tròn, hơi uốn ngược ra phía sau ở gần đáy, lưng cánh cờ nhẵn nhụi, ben trong với đường dẫn mật màu vàng hay xanh lục, thể chai thuộc cả hai kiểu. Các cánh bên 5–13 × 2–4 mm, dài như cánh lưng, mỗi cánh hình nửa lưỡi liềm với một cặp tai ngắn gần đáy và một vuốt đáy nổi rõ dài 1–3 mm. Các cánh bên rời với cánh lưng khi nở hoa. Các cánh lưng nhẵn nhụi, hợp lại thành chén nửa lưỡi liềm, đáy với các vuốt song song nối chắp lại, đỉnh tù (nhọn ở W. eurybotrya). Nhị hai bó, 9 nhị hợp nhất cùng nhau, nhị cờ rời, tất cả cong lên trên ở gần đỉnh, cột nhị nhìn thấy giữa cánh lưng và cánh bên khi nở hoa, rời với cánh lưng sau khi sinh vật thụ phấn chạm vào (chậm ở W. reticulata). Bầu nhụy nhẵn nhụi, vòi nhụy dài 2–3 mm, cong lên trên ở đỉnh, đầu nhụy có mạch hỗ. Quả đậu 65–125 × 8–30 mm, thẳng, hình trứng hoặc hình elip hẹp, ép dẹp (phồng lên ở W. eurybotrya), màu lục nhạt chuyển thành nâu rất sẫm, dạng sụn và chậm nứt, vỏ quả ngoài nhẵn nhụi ở mặt ngoài (mép dày lên ở W. eurybotrya), bề mặt gợn sóng mịn, vỏ quả trong dạng giấy, màu kem nhạt, chậm tách rời khỏi vỏ quả ngoài, hạt trong các khoang rỗng, quả nứt theo kiểu nổ, các mảnh vỏ mở thẳng hay xoắn để giải phóng hạt, tựa cắt vách. Hạt (1–)6–8, hình hột đậu, gần tròn tới phỏng cầu dẹt, nhẵn bóng, màu nâu, 5–28 × 4–20 × 1–5 mm, rốn hạt 1–2 × 1 mm, hình elip.

## Các loài
Plants of the World Online ghi nhận 5 loài:
- Wisteriopsis championii (Benth.) J.Compton & Schrire, 2019: Đông nam Trung Quốc (Phúc Kiến, Quảng Đông, Quảng Tây).
- Wisteriopsis eurybotrya (Drake) J.Compton & Schrire, 2019: Lào, Thái Lan, Trung Quốc (nam Hồ Nam, bắc Quảng Đông, tây bắc Quảng Tây, nam Quý Châu, nam Vân Nam), Việt Nam.
- Wisteriopsis japonica (Siebold & Zucc.) J.Compton & Schrire, 2019: Hàn Quốc (Gyeongsang Bắc, Gyeongsang Nam, Jeolla Bắc, Jeolla Nam), Nhật Bản (gồm cả Lưu Cầu).
- Wisteriopsis kiangsiensis (Z.Wei) J.Compton & Schrire, 2019: Trung Quốc (nam An Huy, tây Chiết Giang, Giang Tây, đông nam Hồ Bắc, đông Hồ Nam, bắc Phúc Kiến).
- Wisteriopsis reticulata (Benth.) J.Compton & Schrire, 2019: Đài Loan, Trung Quốc (An Huy, Chiết Giang, Giang Tây, Giang Tô, Hải Nam, Hồ Bắc, Hồ Nam, Phúc Kiến, Quảng Đông, Quảng Tây, Quý Châu, nam Thiểm Tây, Tứ Xuyên, Vân Nam), miền bắc Việt Nam. Du nhập vào Nhật Bản và Hoa Kỳ (Florida).